# Liste der musikalischen Werke Franz Liszts
Die Liste der musikalischen Werke Franz Liszts führt Kompositionen des österreich-ungarischen Komponisten Franz Liszt (1811–1886) auf.

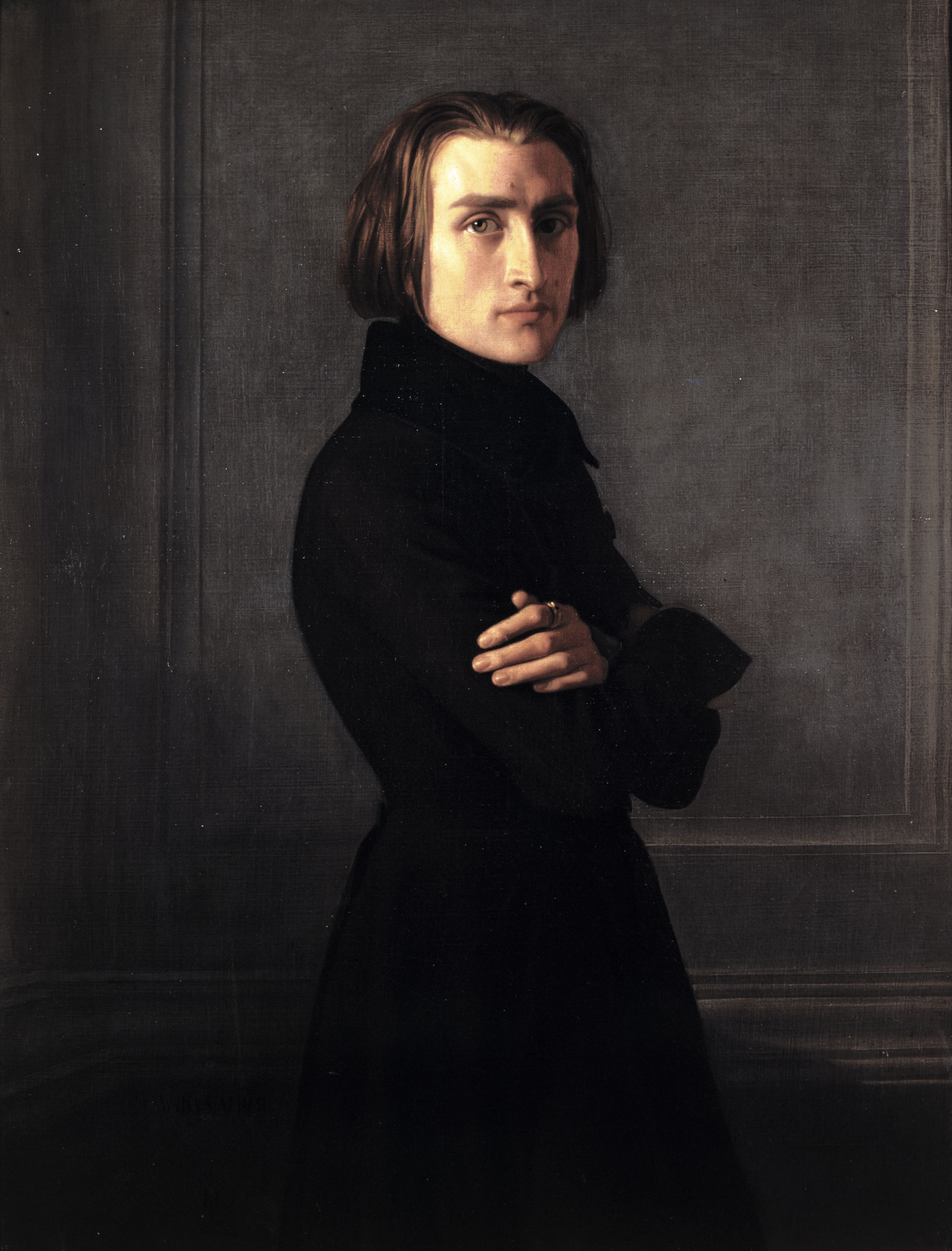
Porträt Franz Liszts

## Werke mit Opuszahlen

### Werke des Wunderkindes
- Op. 1 Huit Variations.
- Op. 2 Sept Variations Brillantes sur un Thème de G. Rossini.
- Op. 3 Impromptu Brillant sur des Thèmes de Rossini et Spontini.
- Op. 4 Deux Allegri di Bravura.

(Diese Werke wurden 1825 veröffentlicht; die Opuszahl 5 blieb unbesetzt.)
- Op. 6 Étude en quarante-huit Exercices dans tous les Tons Majeurs et Mineurs. Es wurden nur die ersten 12 Stücke fertiggestellt. Französische Erstausgabe 1826; im März 1839 Nachdruck der Erstausgabe als op. 1 von Hofmeister, Leipzig.

### Jugendwerke
- Op. 1 Grande fantaisie sur une Tyrolienne de l’Opéra La Fiancée de Auber. Erste Version komponiert 1829, erster Konzertvortrag durch Liszt am 7. April 1829 in Paris. Zweite Version komponiert im Sommer 1835, erster Konzertvortrag durch Liszt am 1. Oktober 1835 in Genf.
- Op. 2 Grande Fantasie de Bravoure sur La Clochette de Paganini. Komponiert 1832–34, erster Konzertvortrag durch Liszt am 5. November 1834 in Paris.

(Die Opuszahlen 3 und 4 blieben unbesetzt.)
- Op. 5 Trois morceaux de salon. Komponiert im Spätsommer und Herbst 1835, revidiert im Frühjahr 1838 in Wien.
  - Fantaisie romantique sur deux airs suisses, erster Vortrag (eines Fragments) durch Liszt am 28. Mai 1836 in Paris.
  - Rondeau fantastique sur le thème «Il contrabandista» de Manuel Garcia, erster Konzertvortrag durch Liszt am 28. Januar 1837 in Paris.
  - Grande fantaisie sur des motifs de Niobe de Pacini, Divertissement sur la cavatine «I tuoi frequenti palpiti». Erster Konzertvortrag durch Liszt am 6. April 1836 in Genf.
- Op. 6 Grande Valse di bravura. Komponiert im Herbst 1835, erster Konzertvortrag durch Liszt am 28. Mai 1836 in Paris.
- Op. 7 Réminscences des Puritains. Komponiert Ende 1835/Anfang 1836, durch Ossias erweiterte englische Ausgabe 1840 (?), erster Konzertvortrag durch Liszt am 5. Mai 1836 in Lyon.
- Op. 8 Deux fantaisies sur les motifs des Soirées musicales de Rossini. Komponiert 1836, revidiert im Frühjahr 1840.
  - Op. 8,1 La Serenata e l’Orgia, erster Konzertvortrag durch Liszt am 18. Mai 1836 in Paris.
  - Op. 8,2 La Pastorella dell’Alpi e li Marinari.
- Op. 9 Réminiscences de la Juive de Halévy. Komponiert im Spätsommer und Herbst 1835, erster Konzertvortrag durch Liszt am 18. Mai 1836 in Paris.
- Op. 10 Trois airs suisses. Komponiert Ende 1835/Anfang 1836.
- Op. 11 Réminiscences des Huguenots. Komponiert im Sommer und Herbst 1836, revidiert zur „2. veränderten, einzig rechtmäßigen Ausgabe“ Ende 1842, erster Konzertvortrag durch Liszt am 9. April 1837 in Paris.
- Op. 12 Grand galop chromatique. Komponiert im Herbst 1837, erster Vortrag durch Liszt am 6. April 1838 in einer Soiree der Baronin Wetzlar, der Mutter Thalbergs, in Venedig, Vortrag einer vierhändigen Version durch Liszt und Clara Wieck in einer Soiree Haslingers am 19. April 1838 in Wien, erster Konzertvortrag durch Liszt am 2. Mai 1838 in Wien.
- Op. 13 Réminiscences de Lucia di Lammermoor. Komponiert im Herbst 1839, Veröffentlichung des ersten Teils, des „Andante finale“, zum Beginn des Jahres 1840, Veröffentlichung des zweiten Teils (ohne Opuszahl), „Marsch und Cavatine“, 1841, erster Konzertvortrag des ersten Teils durch Liszt am 5. November 1839 in Triest, erster Konzertvortrag des zweiten Teils durch Liszt am 2. Dezember 1839 in Wien.

## Werke ohne Opuszahlen (eine Auswahl)

### Klavierwerke
- Klavierpartitur der Symphonie fantastique von Berlioz (Rèveries – Passions, Un Bal, Scène aux Champs, Marche du Supplice, Songe d’une nuit de Sabbat). Entstanden 1833–34, erster Konzertvortrag der Sätze Un bal und Marche du supplice durch Liszt am 28. Dezember 1834 in Paris.
- Hexaméron, Variations de bravoure sur une marche de Bellini. Introduktion und Zwischenspiele von Liszt, 1. Variation von Thalberg, 2. Variation von Liszt, 3. Variation von Herz, 4. Variation von Pixis, 5, Variation von Czerny, 6. Variation von Chopin, Finale von Liszt. Komponiert 1837, erster Konzertvortrag durch Liszt am 10. Dezember 1837 in Mailand. Liszt hat in seinen Konzerten mit großer Regelmäßigkeit die Variationen Czernys und Chopins ausgelassen.
- Klavierfassung von Schuberts Erlkönig, komponiert 1838.
- Fantaisie sur des motifs favoris de l’opéra Sonnambula de Bellini. Komponiert im November 1839 oder Anfang Dezember 1839, erster Konzertvortrag durch Liszt am 5. Dezember 1839 in Wien. Im Zusammenhang mit einem Wohltätigkeitskonzert Liszts am 4. März 1874 in Budapest entstand mit der Tendenz zur verstärkten Vollgriffigkeit eine veränderte Neuversion, die als „Sonnambula (de Bellini.) Grosse Concert-Fantasie“ erschien. In einer frühen Ausgabe der ersten Version (1842) ist der Titel der Oper als „Somnambula“ angegeben.
- Réminiscences de Robert le diable. Komponiert im Oktober 1840, erster Konzertvortrag durch Liszt am 6. November 1840 in Hamburg.
- Réminiscences de Don Juan. Komponiert 1840–41, erster Konzertvortrag durch Liszt am 25. September 1841 in Frankfurt a. M.
- Réminscences de la Norma. Komponiert 1841–43, erster Konzertvortrag durch Liszt am 2. Februar 1842 in Berlin.
- Fantasie über Themen aus Figaro und Don Juan. Komponiert 1842, veröffentlicht 1911 von Busoni, der jedoch die Fantasie nicht „nach dem fast vollständigen Manuskript ergänzte“, sondern beinahe um die Hälfte kürzte.
- Consolations. Erste Version komponiert Ende 1843/Anfang 1844, zweite Version komponiert 1849. Die erste Version wurde von Liszt nicht veröffentlicht.
- Trois Études de Concert. Komponiert wohl 1848, die französische Ausgabe enthält Titel Il lamento, La leggierezza und Un sospiro. Der Etüde Il lamento liegt eine Melodie Schuberts aus dessen Lied „Kriegers Ahnung“ zugrunde. Die zugehörigen Worte sind: „Bald ruh ich wohl und schlafe fest, Herzliebste – gute Nacht!“
- 1. Ballade in Des-Dur. Komponiert 1848, Liszt verwendete Material eines Albumblatts Dernière illusion, ecrit pour Marie, das im Dezember 1845 entstand. Die französische Ausgabe enthält den Titel «Le chant du croisé» („Der Gesang des Kreuzfahrers“).
- 2. Ballade in h-Moll. Komponiert 1853, der Schluss wurde Anfang 1854 neu gestaltet, nachdem das Werk bereits gestochen worden war.
- Grandes Etudes de Paganini. Entstanden 1851, Neuversion der früheren Etudes d’exécution transcendante d’après Paganini. Die erste Etüde der früheren Version komponiert Anfang September 1838 in Mailand, Etüden 2–6 komponiert im Frühjahr 1839 in Rom. Die frühere Version wurde im Februar 1841 ohne Widmung von Schonenberger, Paris, veröffentlicht. Im Herbst 1841 erschien eine Ausgabe Haslingers, Wien, mit einer Widmung an Clara Schumann. In beiden Ausgaben ist zu der 1. Etüde eine Bearbeitung Schumanns als Ossia hinzugefügt.
- 12 Études d’exécution transcendante. Entstanden 1851 als Neuversion der im September und Oktober 1837 komponierten Grandes Etudes. Das vierte Stück erhielt im Frühjahr 1841 eine hinzugefügte Introduktion und den Titel „Mazeppa“. In der Version von 1851 haben die Stücke Titel: Prelude, Molto Vivace, Paysage, Mazeppa, Feux Follets, Vision, Eroica, Wilde Jagd, Ricordanza, Allegro agitato molto, Harmonies du soir und Chasse neige.
- Valse-Impromptu. Entstanden 1852 als Neuversion einer 1842 komponierten und 1843 erweiterten Petite valse favorite.
- Harmonies poétiques et religieuses
- Années de pèlerinage (1848–53)
- Trois Caprices-Valses. Komponiert 1850.
  - Valse de bravoure. Neuversion der Grande Valse di bravura op. 6.
  - Valse mélancolique. Neuversion der Valse mélancolique von 1840.
  - Valse de concert sur deux motifs de Lucia et Parisina de Gaetano Donizetti. Neuversion der „Valse a capriccio sur deux motifs de Lucia et Parisina de Gaetano Donizetti“ vom Sommer 1841. Erster Konzertvortrag der früheren Version durch Liszt am 11. Oktober 1841 in Lüttich (Liège).
- Liebesträume. Komponiert 1850
- 1. Polonaise c-Moll (Polonaise mélancholique). Komponiert im Dezember 1850.
- 2. Polonaise E-Dur. Komponiert 1851.
- Soirées de Vienne, 9 Valses-Caprices d’après Fr. Schubert. Komponiert 1853.
- Klaviersonate in h-Moll. Komponiert 1851–53.
- Ungarische Rhapsodien (ab 1846)
- Trois paraphrases de Concert. Komponiert 1859.
  1. Miserere du Trovatore de Verdi.
  2. Ernani de Verdi. Nicht zu verwechseln mit einer Fantasie über Melodien aus „Ernani“, die 1847 entstand.
  3. Quartetto du troisième acte de Rigoletto de Verdi.
- Valse de l’opéra Faust de Charles Gounod. Komponiert Ende 1859 oder Anfang 1860.
- 1. Mephisto-Walzer (1860)
- Zwei Konzertetüden (Gnomenreigen, Waldesrauschen). Komponiert 1862 oder 1863.
- Zwei Legenden (S 175). Komponiert um 1865
- Klavierpartituren der Sinfonien Ludwig van Beethovens. Die Bearbeitungen der 5., 6., und 7. Sinfonie entstanden im Frühjahr und Sommer 1837. Im November 1841 bearbeitete Liszt den Trauermarsch aus der 3. Sinfonie. Die übrigen Teile, mit Ausnahme des Chorfinales der 9. Sinfonie, entstanden 1863. Auf Drängen der Verleger Breitkopf & Härtel fertigte Liszt im Herbst 1864 auch eine Bearbeitung des Chorfinales der 9. Sinfonie an.
- Finale de Don Carlos de Verdi (Coro di Festa, et Marcia funebre). Komponiert im April 1868.
- Historische ungarische Bildnisse. Komponiert 1870.
  - Alexander Petőfi.
  - Michael Mosonyi.
- Isolden’s Liebestod, Schluss-Scene aus Richard Wagner’s Tristan und Isolde. Entstanden wohl 1868, revidiert im Oktober 1874.
- Aida de G. Verdi (Danza sacra e Duetto finale). Komponiert im Dezember 1878.
- Polonaise aus Tschaikowsky’s Oper „Jewgeny Onegin“. Komponiert im November 1879.
- Nuages gris, 1881.
- Feierlicher Marsch zum heiligen Gral aus dem Bühnenweihfestspiel „Parsifal“ von Richard Wagner. Komponiert im Sommer 1882.
- Réminiscences de Boccanegra de Verdi. Komponiert im Dezember 1882 in Venedig.
- Valses oubliées
  - Première Valse oubliée. Komponiert am 23. Juli 1881.
  - Deuxième Valse oubliée. Komponiert am 23. Juli 1883.
  - Troisième Valse oubliée. Komponiert 1883.
  - Vierter vergessener Walzer, (Quatrième Valse oubliée). Komponiert 1883 oder 1884.
- 2. Mephisto-Walzer. Komponiert im Frühjahr 1881 als Klavierbearbeitung eines 1880/81 komponierten Orchesterwerks.
- 3. Mephisto-Walzer. Komponiert im Juni 1883.
- 4. Mephisto-Walzer. Komponiert im März 1885; nachdem die Komposition bereits abgeschlossen war, wurden 184 Takte von Liszt gestrichen. Ein Andantino-Teil, der stattdessen eingefügt werden sollte, ist unvollendet geblieben.
- Historische ungarische Bildnisse. Komponiert 1885.
  - Stephan Széchenyi.
  - Joseph Eötvös.
  - Michael Vörösmarty.
  - Ladislaus Teleki.
  - Franz Deák.
- Bagatelle ohne Tonart (Bagatelle, sans tonalité). Komponiert 1885 (?). Ein von Liszt gestrichener früher Titel lautete: „Vierter Mephisto Walzer (ohne Tonart)“.
- Unstern! Sinistre, disastro, 1886 (?).

Zahlreiche weitere Transkriptionen, Paraphrasen und Fantasien über Instrumentalwerke, Lieder und Opernmelodien von Komponisten wie J. S. Bach, Beethoven, Schubert, Mendelssohn, Schumann, Berlioz, Meyerbeer, Wagner und vielen anderen.

### Orgelwerke
- Fantasie und Fuge über den Choral „Ad nos, ad salutarem undam“ (Thema ist der Choral der Wiedertäufer aus Giacomo Meyerbeers Oper Le Prophète, deshalb auch „Prophetenfantasie“ genannt) für Orgel oder Pedalklavier, komponiert 1852. Uraufführung durch Liszts Schüler Alexander Winterberger zur Orgelweihe 1855 im Merseburger Dom am 26. September 1855 im Beisein des Komponisten.[1]
- Fantasie und Fuge über das Thema B-A-C-H. Komponiert 1855/56 als Praeludium und Fuge über das Motiv B-a-c-h, 1870 überarbeitet zur endgültigen Version. Von beiden Versionen existieren Klavierbearbeitungen Liszts. Erste Aufführung der ersten Version am 13. Mai 1856 durch A. Winterberger auf der Orgel des Merseburger Domes.
- Variationen über ein Motiv (Basso ostinato) aus der Kantate „Weinen, Klagen, Sorgen, Zagen“ und dem „Crucifixus“ der h-Moll Messe von J. S. Bach. Komponiert im November 1862 als Klavierwerk, im Februar 1863 wurde die Orgelfassung fertiggestellt.

Im „Searle Verzeichnis“ (Verzeichnis nach Humphrey Searle, 1966) finden sich folgende Werke:
- Searle 664: Tu es Petrus (1867)
- Searle 665: San Francesco. Preludio per il Cantico de Sol di San Francesco (1880)
- Searle 666: Excelsior! Preludio zu den Glocken des Strassburger Münsters (nach 1874)
- Searle 667: Offertorium from the Hungarian Coronation Mass (nach 1867)
- Searle 668: Slavimo Slavno Slaveni! (1863)
- Searle 669: Zwei Kirchenhymnen (nach 1868)
- Searle 670: Rosario (1879)
- Searle 671: Zum Haus des Herren ziehen wir, Prelude to 57 (1884)
- Searle 672: Weimars Volkslied (1865)
- Searle 673: Weinen, Klagen Variationen (1863)
für Orgel bearbeitete Fassung von (Searle 179) „Weinen, Klagen, Sorgen, Zagen; Prelude after J. S. Bach für Klavier“
- Searle 674: Ungarns Gott

### Orchesterwerke
- Ce qu’on entend sur la montagne (nach V. Hugo) („Bergsinfonie“). Liszt spielte und sang der Fürstin Wittgenstein bereits 1847 „vage“ Skizzen vor. Aufführung einer ersten Fassung Ende Februar 1850 in Weimar; Aufführung einer zweiten Fassung 1853 in Weimar. Nach weiteren Zwischenstufen Aufführung der veröffentlichten Fassung am 7. Januar 1857 in Weimar. Veröffentlicht 1857 als „Symphonische Dichtung Nr. 1“.
- Tasso, Lamento e Trionfo. Erste Fassung, eine von August Conradi angefertigte Orchesterversion eines früheren Klavierstücks, des ersten Stücks einer Frühversion von Venezia e Napoli, im August 1849 entstanden und am 28. August 1849 als Ouvertüre zu Goethes Tasso in Weimar aufgeführt; Aufführung einer von Liszt verbesserten Version am 19. Februar 1850 in Weimar. Weitere Zwischenversionen unter Mitarbeit von Joachim Raff. Aufführung der veröffentlichten Fassung, einer Fassung Liszts, am 19. April 1854 in Weimar. Veröffentlicht 1856 als „Symphonische Dichtung Nr. 2“.
- Les Préludes (nach Lamartine). Erste Fassungen entstanden 1848 als Ouvertüre zu den 1844/45 komponierten und 1848 von August Conradi instrumentierten Chören Les quatre élémens nach Texten von Joseph Autran, denen die Themen der Ouvertüre entnommen sind. Nach vielen Zwischenversionen erste Aufführung am 23. Februar 1854 in Weimar. Veröffentlicht 1856 als „Symphonische Dichtung Nr. 3“. Mit dem Zusatz „nach Lamartine“ zu dem Titel „Les Préludes“ wird auf eine Ode Lamartines mit dem gleichen Titel verwiesen. Das Vorwort zu der Komposition, von dem wenigstens vier unterschiedliche Fassungen existieren, wurde in der ersten Version von der Fürstin Wittgenstein, in späteren Versionen von anderen Autoren geschrieben.
- Orpheus. Erste Version komponiert Ende 1853 oder Anfang 1854 im Zusammenhang mit einer Aufführung von Glucks Orpheus und Euridice am 16. Februar 1854 in Weimar; zur Umrahmung der Vorstellung komponierte Liszt eine Einleitung und eine Schlussmusik. Aus der Einleitung ging die Sinfonische Dichtung Orpheus hervor; erste Aufführung als Sinfonische Dichtung am 10. November 1854 in Weimar. Veröffentlicht 1856 als „Symphonische Dichtung Nr. 4“.
- Prometheus. Erste Fassung entstanden 1850 als Ouvertüre zu Chören Liszts zu Herders Der entfesselte Prometheus; 1855 von Liszt umgearbeitet. Erste Aufführung als Ouvertüre am 28. August 1850 in Weimar; erste Aufführung als Sinfonische Dichtung am 18. Oktober 1855 in Braunschweig. Veröffentlicht 1856 als „Symphonische Dichtung Nr. 5“.
- Mazeppa (nach V. Hugo). Komponiert 1851 als erweiterte Orchesterversion der Klavieretüde Mazeppa; erste Aufführung am 16. April 1854 in Weimar. Veröffentlicht 1856 als „Symphonische Dichtung Nr. 6“.
- Festklänge. Erster Entwurf entstanden im August 1853; erste Aufführung am 9. November 1854 in Weimar als Einleitung zu Schillers Huldigung der Künste. Veröffentlicht 1856 als „Symphonische Dichtung Nr. 7“.
- Héroïde funèbre (dt. Heldenklage). Erste Version entstanden 1850 als Bearbeitung des ersten Satzes einer 1830 komponierten „Revolutionssinfonie“. Nach Zwischenversionen erste Aufführung am 10. November 1857 in Breslau. Veröffentlicht 1857 als „Symphonische Dichtung Nr. 8“.
- Hungaria. Erste Version entstanden 1854 als erweiterte Orchesterversion eines „Heroischen Marsches in ungarischem Stil“ von 1840; später einen Prestoteil hinzugefügt. Erste Aufführung am 8. September 1856 in Budapest. Veröffentlicht 1857 als „Symphonische Dichtung Nr. 9“.
- Hamlet. Komponiert im Frühjahr 1858 als Vorspiel zu Shakespeares Drama; der auf Ophelia hindeutende Mittelsatz wurde später hinzugefügt. Erste Aufführung am 2. Juli 1872 in Sondershausen. Veröffentlicht 1861 als „Symphonische Dichtung Nr. 10“.
- Hunnenschlacht (nach Kaulbach). Komponiert 1857 nach einem Gemälde von Wilhelm von Kaulbach. Probeaufführung am 12. Oktober 1857 in Weimar; erste Aufführung am 29. Dezember 1857 in Weimar. Veröffentlicht 1861 als „Symphonische Dichtung Nr. 11“.
- Die Ideale (nach Schiller). Komponiert 1857; erste Aufführung am 5. September 1857 in Weimar. Veröffentlicht 1858 als „Symphonische Dichtung Nr. 12“. Die Strophen von Schillers gleichnamigem Gedicht wurden von Liszt umgestellt, um ein optimistisches Finale zu ermöglichen.
- Partitur der Varianten. Varianten, Berichtigungen und Kürzungsvorschläge für die Sinfonischen Dichtungen Ce qu’on entend sur la montagne, Les Préludes, Orpheus, Festklänge, Hungaria und Die Ideale. Veröffentlicht 1861.
- Zwei Episoden aus Lenaus Faust: 1. „Der nächtliche Zug“, 2. „Der Tanz in der Dorfschenke“ (Erster Mephisto-Walzer), 1857–61 komponiert, Carl Tausig gewidmet, 1866 publiziert.
- Eine Faust-Sinfonie in drei Charakterbildern (nach Goethe): 1. Faust, 2. Gretchen, 3. Mephistopheles und Schlusschor „Alles Vergängliche ist nur ein Gleichnis“. Frühe Skizzen aus den 1840er Jahren, in denen einige Themen, darunter das „Zwölfton-Thema“ des ersten Satzes, bereits vorgebildet sind. Vom 2. August bis zum 19. Oktober 1854 Komposition einer ersten Version in drei Sätzen ohne Schlusschor. Schlusschor wohl 1855 entworfen und bis zum Frühjahr 1857 fertiggestellt. Bis dahin die früheren Instrumentalsätze, zum Teil in Klavierauszügen, weiter entwickelt. Am 5. September 1857, zum Anlass der Grundsteinlegung des Weimarer Carl-August-Denkmals, Aufführung einer Zwischenfassung. Es folgten weitere Umarbeitungen und Modifikationen bis 1861. Am 6. August 1861 in Weimar erste Aufführung der im gleichen Jahr veröffentlichten Fassung. Danach noch kleinere Veränderungen in dem zweiten Satz „Gretchen“. 1874 zweite Veröffentlichung der Sinfonie. Im Dezember 1880 Ergänzung von weiteren 10 Takten am Schluss des zweiten Satzes.
- Eine Sinfonie zu Dantes Divina Commedia (Dante-Sinfonie) mit Frauenchor (1855–1856)
- Von der Wiege bis zum Grabe, Sinfonische Dichtung nach einem Gemälde von Michael Zichy, komponiert 1881 als Klavierwerk, danach bis 1882 als Orchesterversion.

### Werke für Klavier und Orchester
- Konzert für Klavier und Orchester Nr. 1 Es-Dur (1832–1855)
- Konzert für Klavier und Orchester Nr. 2 A-Dur (1839–1861)
- Fantasie über Motive aus Beethovens „Ruinen von Athen“ (1837, 1848–52, 1855)
- Totentanz – Paraphrase über Dies irae (1852–1859)
- Grande Fantaisie symphonique über Themen aus Berlioz „Lelio“ (1834)
- Konzert für Klavier und Streichorchester „Malédiction“ (1833)
- Grand Solo de Concert (1850)
- Hexameron Morceau de concert Grandes Variations de bravoure sur la marche des Puritains de Bellini par MM Liszt, Thalberg, Pixis, Henri Herz, Czerny et Chopin (1839)
- C. M. von Webers Polonaise brillante (1848–52)
- De Profundis Psaume instrumentale pour orchestre et piano principal (1834/35)
- „Große Fantasie ‚Wanderer‘“ (Bearbeitung für Klavier und Orchester von Liszt) (1822)
- Concerto pathétique e-moll (1885/86)
- C. M. von Webers Konzertstück f-moll op. 79 (Bearbeitung des Klavierparts) (1821)
- Totentanz-Phantasie für Pianoforte und Orchester, „De Profundis“ Version (1849)
- Fantasie über ungarische Volksmelodien (1852/55)
- Ungarische Zigeunerweisen – geschrieben von Sophie Menter (1846–1918) unter wahrscheinlicher Mitarbeit von Liszt; 1892 von Peter Tschaikowsky orchestriert.

### Vokalwerke
- Oper „Don Sanche ou Le château d’amour“ (1825)
- Oratorium „Christus“ (1855–66)
- Oratorium „Die Legende von der heiligen Elisabeth“ (1857–62)
- Messe „Missa solemnis“ (31. August 1856) Einweihung der Graner Basilika
- Messe für 4-stimmigen Männerchor und Orgel (1848; 2. Fassung 1869)
- Missa Choralis für 4-stimmigen gemischten Chor und Orgel (1865)
- Ungarische Krönungsmesse für 4 Solostimmen, gemischten Chor und Orchester (1867)
- Requiem für 4 Solostimmen, 4-stimmigen Männerchor, Orgel und Blechbläser (1868)
- 13., 18., 23., 129., 137. Psalm in verschiedenen Besetzungen für Solostimmen, Chor, Instrumente und Harmonium (1855–81)
- Cantico del Sol di San Francesco d’Assisi (1861 für Bariton und Orgel bzw. Harmonium, 1865 für Bariton, gr. Orchester, Orgel, Männerchor, überarbeitet 1881/83)
- Legende der heiligen Cäcilia für Mezzo-Sopran, gem. Chor und Orchester (1874)
- Chöre zu Herders „Entfesseltem Prometheus“ (1850; 2. Fassung 1855) für sechs Solostimmen, gemischter Chor und Orchester
- An die Künstler, für Solostimmen, Männerchor und Orchester (1853)
- Lieder auf Texte von Goethe, Heine, Hugo und Anderen.
- Via Crucis – der Kreuzweg, für Solostimmen, gemischten Chor und Orgel

## Werke als Digitalisate
- Noten und Audiodateien von Liste der musikalischen Werke Franz Liszts im International Music Score Library Project
- Franz Liszt, Franz-Liszt-Stiftung (Hrsg.): Musikalische Werke (Die „Carl-Alexander-Ausgabe“). (34 Bände)[3]. Breitkopf & Härtel, Leipzig (u. a.) 1907–1936, Bayerische Staatsbibliothek.